# 钝叶柃
钝叶柃（学名：Eurya obtusifolia）为山茶科柃木属下的一个种。